# Neptis pseudosoma
Neptis pseudosoma är en fjärilsart som beskrevs av Moore 1899. Neptis pseudosoma ingår i släktet Neptis och familjen praktfjärilar. Inga underarter finns listade i Catalogue of Life.